# روزالین اسکات
روزالین پی. اسکات (انگلیسی: Rosalyn Scott؛ زادهٔ ۱۹۵۰ (۷۴–۷۵ سال)) جراح قفسه سینه آمریکایی است که به خاطر فعالیت‌های آموزشی و همچنین به عنوان اولین زن آفریقایی-آمریکایی که به جراح قفسه سینه تبدیل شد، شناخته می‌شود.

## زندگی اولیه و تحصیلات
اسکات در نیوآرک، نیوجرسی متولد و بزرگ شد و تحت تأثیر پدر و عمویش به پزشکی علاقه‌مند شد. پدرش دندانپزشک بود و مطب دندانپزشکی او اولین مواجهه اسکات با دنیای پزشکی را فراهم کرد. او صبح‌های شنبه با تمیز کردن ابزار دندانپزشکی، ویرایش اطلاعات پرونده‌ها و سازماندهی مدارک بیماران در مطب پدرش کمک می‌کرد. زمانی که اسکات در کلاس سوم بود، پدرش دچار حمله قلبی شد اما جان سالم به در برد و بعدها اسکات را تشویق کرد تا جراح قلب و قفسه سینه شود. علاوه بر پدر، عموی او که جراح قفسه سینه و رئیس بیمارستانی در شیکاگو بود نیز الهام‌بخش او شد.
اسکات برای تحصیلات کارشناسی در رشته شیمی به مؤسسه پلی‌تکنیک رنسلیر در تروی، نیویورک رفت و در سال ۱۹۷۰ مدرک خود را دریافت کرد. سپس وارد دانشکده پزشکی دانشگاه نیویورک شد و در سال ۱۹۷۴ فارغ‌التحصیل شد، علیرغم مواجهه با تبعیض جنسیتی و نژادی که در آن زمان در حوزه پزشکی وجود داشت.
او برای دوره‌های انترنی و رزیدنتی در نیویورک ماند و در بیمارستان سنت وینسنت و مرکز پزشکی و بیمارستان سنت کلر خدمت کرد. اسکات از ۱۹۷۷ تا ۱۹۷۹ دوره رزیدنتی جراحی قفسه سینه خود را در مرکز پزشکی دانشگاه بوستون گذراند و سپس به نیویورک بازگشت تا در بیمارستان سنت کلر و دانشکده پزشکی نیویورک در تخصص‌های جراحی قلب و جراحی عمومی ادامه دهد. با این کار، او اولین زن آفریقایی-آمریکایی شد که دوره رزیدنتی جراحی قلب و قفسه سینه را گذراند. اسکات آموزش خود را در جراحی قلب و عروق به عنوان فلوشیپ در مؤسسه قلب تگزاس ادامه داد و در سال ۱۹۸۰ اولین دریافت‌کننده فلوشیپ قلب و عروق ماری ای. فرالی شد. او در سال ۱۹۹۴ مدرک کارشناسی ارشد خود را در مدیریت بهداشت از دانشکده بازرگانی دانشگاه کلرادو دریافت کرد.

## حرفه پزشکی
در سال ۱۹۸۱، پس از اتمام تحصیلات تکمیلی، اسکات به عنوان استادیار جراحی در دانشکده پزشکی دانشگاه تگزاس در هیوستون منصوب شد. او تا سال ۱۹۸۳ در هیوستون ماند و سپس به عنوان استادیار جراحی در دانشگاه کالیفرنیا، لس آنجلس (UCLA) و دانشگاه پزشکی و علوم چارلز آر. درو منصوب شد. در سال ۱۹۸۷ UCLA را ترک کرد اما نقش آموزشی خود در دانشگاه درو را ادامه داد.
در دانشگاه درو، اسکات به عنوان معاون مدیر برنامه رزیدنتی جراحی عمومی (۱۹۹۷–۱۹۹۰)، معاون رئیس بخش تحقیقات و امور آکادمیک در دپارتمان جراحی (۱۹۹۷–۱۹۹۱) و همچنین مدیر گروه تحقیقات جراحی درو (۱۹۹۷–۱۹۹۳) خدمت کرد. او همچنین استاد تحقیقاتی وابسته (۱۹۹۷–۱۹۹۴) و استاد مدعو (۲۰۰۱–۱۹۹۸) در دانشکده مدیریت بهداشت و سیاست دانشگاه ایالتی آریزونا بود. اسکات از ۲۰۰۳ تا ۲۰۰۴ مدیر موقت برنامه رزیدنتی جراحی عمومی در دانشگاه درو بود. در طول این مدت، او همچنین در تیم جراحی مرکز پزشکی براتمن و مرکز پزشکی هاربر-یوسی‌ال‌ای خدمت می‌کرد و بر تحقیقات در مورد استرس شغلی در رزیدنت‌های جراحی و نابرابری‌های بهداشتی در مراقبت‌های قلبی-عروقی و سرطان ریه تمرکز داشت.
در سال ۲۰۰۷، اسکات دانشگاه درو را ترک کرد و به دانشگاه ایالتی رایت پیوست، جایی که در حال حاضر به عنوان استاد و رئیس خدمات جراحی در مرکز پزشکی جانبازان دیتون در اوهایو فعالیت می‌کند.